# Косцелецкий, Ян
Ян Косцелецкий (ок. 1415—1475) — государственный и военный деятель Польского королевства, хорунжий иновроцлавский (с 1450), подкоморий добжиньский (с 1445), каштелян быдгощский (1454—1455), староста ясенский, свецкий и осекский (с 1455), староста дыбовский (с 1456), быдгощский и тухольский (с 1457), воевода иновроцлавский (1457—1475), староста мальборкский (с 1459 года), иновроцлавский (с 1473) и добжиньский.

## Биография
Представитель польского дворянского рода Косцелецких герба «Огоньчик». Младший сын воеводы иновроцлавского и старосты добжыньского Януша Косцелецкого (ум. после 1424). Старший брат — воевода иновроцлавский и бжесць-куявский Николай Косцелецкий (ум. 1479).
Родился около 1415 года в родовом имении Косцелецких — Косцельце под Иновроцлавом в Куявии. В молодости находился от имени польского короля Владислава Вернаньчика в Венгрии в звании дворянина (1441). В награду за службу получил от короля разрешение на основание города Косцельце под Иновроцлавом.
Около 1455 года Ян Косцелецкий женился на единственной дочери воеводы бжесць-куявского Николая Шарлейского (ок. 1400—1457), наследнице огромного богатства, что сделало его одним из богатейших магнатов в Куявии. Начало Тринадцатилетней войны дало ему возможность сильно обогатиться, предоставляя деньги в кредит королю. В конце войны общая сумма задолженности короны Я. Косцелецкому составляла около 116 тысяч флоренов — величина годового долга королевства. Король Польши Казимир Ягеллончик передал Яну Косцелецкому несколько староств в Королевской Пруссии и Куявии, а в 1457 году пожаловал ему должность воеводы иновроцлавского.
Ян Косцелецкий принимал участие в Тринадцатилетней войне с Тевтонским орденом. В конце сентября 1456 года предоставил военную помощь королю при подавлении городского мятежа в Торуни. В начале мая 1457 года сопровождал короля в походе на Гданьск. Более активно участвовал в военных действиях в Пруссии. В конце 1457 года был вызван в Торунь для отражения ожидавшегося нападения немецких наемников. В октябре 1458 года был одним из гарантов заключения польско-тевтонского перемирия в Прабутах. Летом 1459 года командовал польской армией в военных операциях в Хелминской земле и под Хойнице. В 1460 году Ян Косцелецкий оборонял Гданьск от нападений тевтонских рыцарей, в 1461 году участвовал в осаде замка Свеце на Висле.
Ян Косцелецкий принимал участие в польско-тевтонских мирных переговорах: в мае 1463 года в Бжесце-Куявском, в марте 1464 года — в Эльблонге, в июле 1464 года — в Торуни. В качестве посла польского короля ездил в Бродницу для взятия с великого магистра Тевтонского ордена вассальной присяги. В середине июля 1466 года сопровождал польского короля Казимира Ягеллончика во время его поездки в Иновроцлав, а затем участвовал в переговорах с Тевтонским орденом и был одни из польских гарантов Второго Торуньского мира, заключенного 19 октября 1466 года.
После окончания Тринадцатилетней войны Ян Косцелецкий как староста мальборкский представлял интересы польской короны в Королевской Пруссии. Летом 1467 года на съезде прусских станов вел переговоры о получении денег для оплаты наемников. Участвовал в съездах с тевтонскими послами в Эльблонге и Мальборке. Он также активно участвовал в назначении хелминского епископа Винцента Келбасы администратором Вармии (1467). В 1469 году принимал участие в переговорах с прусскими станами о создании трибунала (высшего судебного органа). Во время войны с Николаем фон Тургеном за епископство Вармийское (1472—1478) воевода иновроцлавский Ян Косцелецкий вначале был командуюющим польской армией. Однако не сумел защитить замки Вармийского эпископства, что стало причиной конфликта с прусскими станами, во время коротого Казимир Ягеллончик взял Яна Косцелецкого под свою защиту. В 1474 году присутствовал на переговорах в Дыбовском замке о судьбе Вармии и прусских привилеев. Заседал в польском сенате вместе со старшим братом Николаем.
Последнее упоминание о Яне Косцелецком относится к 5 сентября 1475 года, вскоре после этого он умер.

## Семья
Был женат на дочери воеводы бжесць-куявского Николая Шарлейского, от брака с которой имел трёх сыновей и двух дочерей:
- Николай Косцелецкий (ум. 1510), воевода бжесць-куявский
- Анджей Косцелецкий (1455—1515), подскарбий великий коронный
- Станислав Косцелецкий (1460—1534), воевода серадзский, калишский и познанский
- Доброхна Косцелецкая, жена Яна Барановского.
- Барбара Косцелецкая